# المكالمة القاتلة (فلم)
المكالمة القاتلة هو فيلم رعب مصري من إخراج ياسين إسماعيل ياسين وبطولة معالي زايد، رانيا فريد شوقي، ليلى جمال وعبد المحسن سليم، صدر الفيلم في 1 يناير 1996.

## نبذه
فتاة لاهية تعاكس أحد الأشخاص بالتليفون، وتقول له إنها تملك الدليل على أنه قتل زوجته، ويكون هذا الشخص قد قتل زوجته بالفعل، فيشتري سكوتها لكنها تلجأ إلى إبتزاز القاتل فيدبر لقتلها، ولكن فاتن الصحافية ابنة خال هذه الفتاة تتمكن من إنقاذها.

## طاقم العمل
- معالي زايد بدور فاتن حسنين
- رانيا فريد شوقي بدور سهير عبد الغفار
- ليلى جمال بدور عايدة - والدة سهير
- عبد المحسن سليم بدور حسنين عبد المقصود

## وصلات خارجية
- مقالات تستعمل روابط فنية بلا صلة مع ويكي بيانات